# Pyeong-dong, Seoul
Pyeong-dong là một dong, phường của Jongno-gu ở Seoul, Hàn Quốc. Đây là một dong pháp lý (법정동 法定洞) chịu sự quản lý bởi dong hành chính của nó (행정동 行政洞) là Gyonam-dong.